# Zlatá lípa
Zlatá lípa u Guntramovic - městské části Budišova nad Budišovkou v okrese Opava na Moravě, patří k památným stromům, které připomínají staré válečné události. V tomto případě jde ale o poněkud nezvyklý příběh, který dal vzniknout i řadě pověstí. Že jsou tyto pověsti stále živé, potvrzuje rozkopané okolí stromu - lípa prý skrývá 250 let starý poklad.

## Základní údaje
- název: Zlatá lípa
- výška: 13 m (1998)[1][2]
- obvod: 357 cm (1998)[1][2]
- věk: 310 let (1998)[2]
- finalista soutěže Strom roku 2010 (2. místo)
- sanace: ?
- umístění: kraj Moravskoslezský, okres Opava, obec Budišov nad Budišovkou, část obce Guntramovice
- souřadnice: 49°46'36.7"N, 17°31'50.8"E

Lípa roste na odbočce modré turistické trasy 2 kilometry jižně od východního cípu Horních Guntramovic (místní části vesnice Guntramovice, místní části obce Budišov nad Budišovkou, okres Opava, Moravskoslezský kraj). Vzrůst odráží nepříznivé podmínky na otevřené náhorní planině v kamenité půdě. Hustá pravidelná koruna o šíři 18 metrů je tvarovaná silnými větry, které často olamují větve. V kmeni je několik dutin vzniklých vyhnitím dřeva v místě odlomených větví. Dutiny obydlely sovy.

## Historie a pověsti
Když v roce 1758 pruský král Bedřich II obléhal Olomouc, začaly jeho armádě docházet zásoby. Přikázal přivézt potraviny, střelivo a zlato na žold 500 (podle jiných zdrojů 4000) vozy doprovázenými 10 000 vojáky. Rakouský generál Laudon naplánoval přepadení konvoje s 6 000 vojáky a 28. června 1758 ho zrealizoval u Guntramovic. Nečekaný útok Prusy překvapil a než mohla kolona pokračovat v cestě, uplynuly dva dny. To ale Laudon zaútočil znovu. Rakušané získali 400 vozů, 6 kanonů a Laudon do Vídně poslal milion tolarů. Bedřich II musel obléhání vzdát a 2. července 1758 odtáhl. V místě boje stojí od roku 1858 kříž.
Název Zlatá lípa vysvětlují dvě různé pověsti. Prý ještě před bitvou, během obhlídky terénu, zastihla Laudona s družinou velká bouře. Generál se schoval pod lípu, o které místní tvrdili, že do ní blesk nebije. Když liják ustoupil prohlásil Laudon, že mu ta zlatá lípa zachránila život. Druhá pověst je poněkud materiálnějšího rázu - když vojáci po bitvě prchali, snažili se z převáženého pokladu zachránit, co se dalo a zlato ukrýt po okolí. Mnozí zahynuli, jiní už se nikdy nevrátili, a tak se vypráví, že lípa mezi svými kořeny ukrývá zlatý poklad - proto Zlatá. Tuto pověst drží při životě fakt, že se před mnoha lety při orbě polí na Červeném kopci pár zlatých mincí skutečně našlo - ty ale spíš vytrousil některý z prchajících vojáků.

## Další zajímavosti

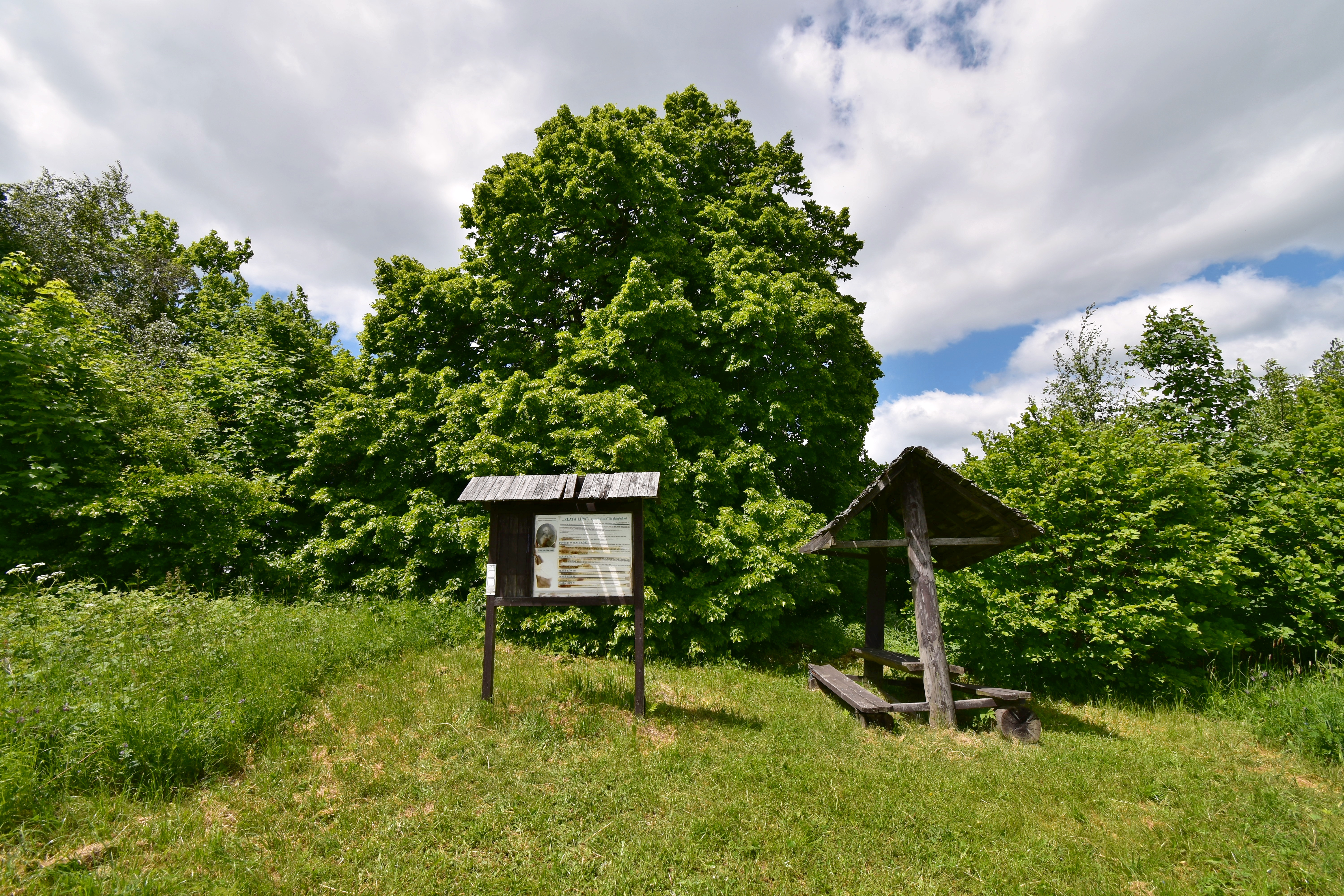
Před Zlatou lípou, Budišov nad Budišovkou - Guntramovice

Lípě byl věnován prostor v televizním pořadu Paměť stromů, konkrétně v dílu číslo 5, Stromy a boje. Také se probojovala do finále ankety Strom roku 2010, kde získala 2. místo.

## Památné a významné stromy v okolí
- Guntramovická lípa (zanikla při vichřici 25. června 2008)

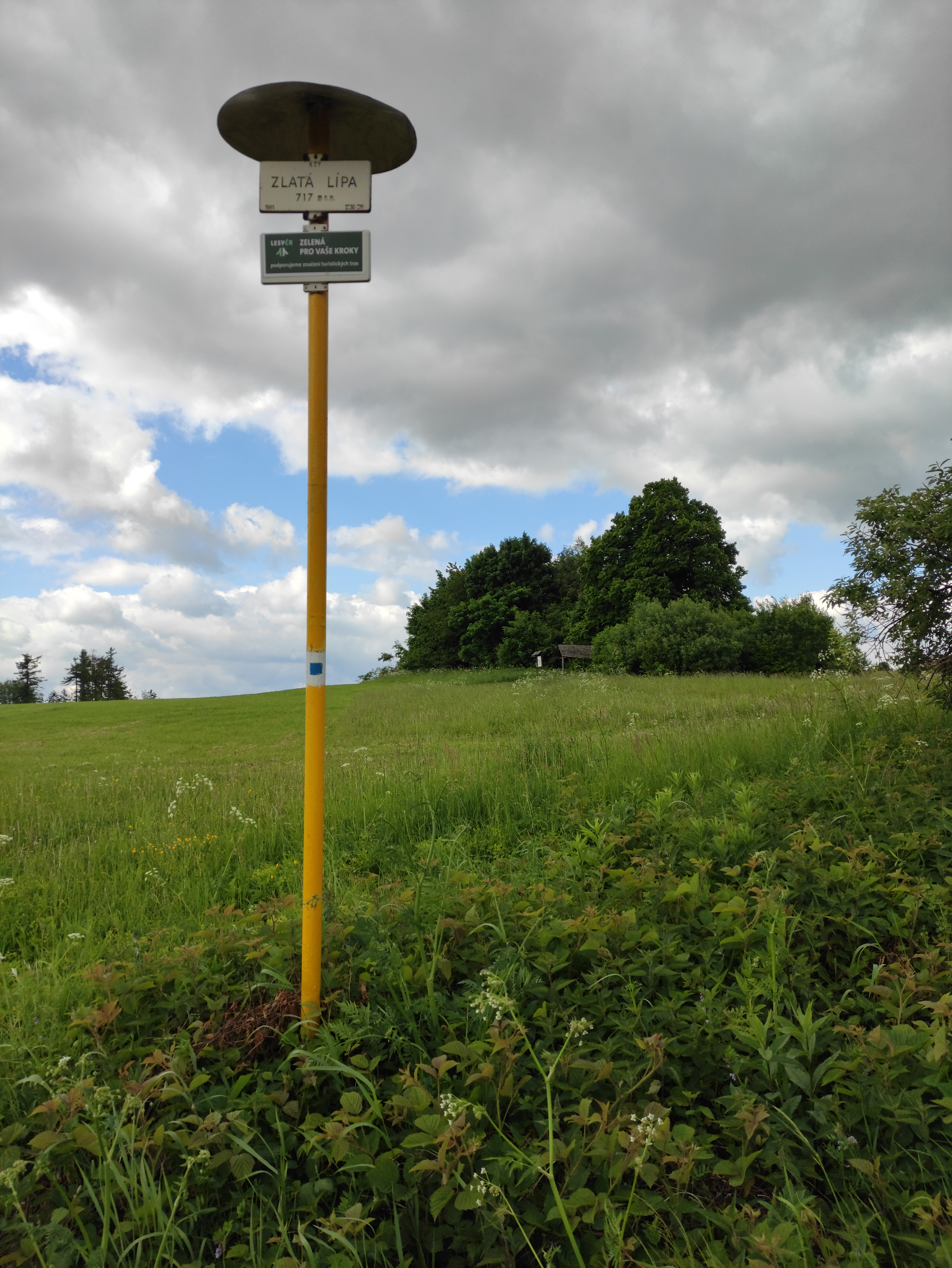
Rozcestí u Zlaté lípy

- Laudonovy duby (Guntramovice)
- Markétčina lípa (Guntramovice)

## Další informace
Nedaleko, severo-severozápadním směrem se nachází Kaple svatého Jana Nepomuckého, Pomník obětem bitvy u Guntramovic a Cesta Česko-německého porozumění.
Nedaleko, východním směrem se nachází Červená hora (nejvyšší vrchol okresu Opava).
Nedaleko, jihozápadním směrem se nachází skalní sopečný útvar Lávový suk Červená hora.